# Willy Wiedmann

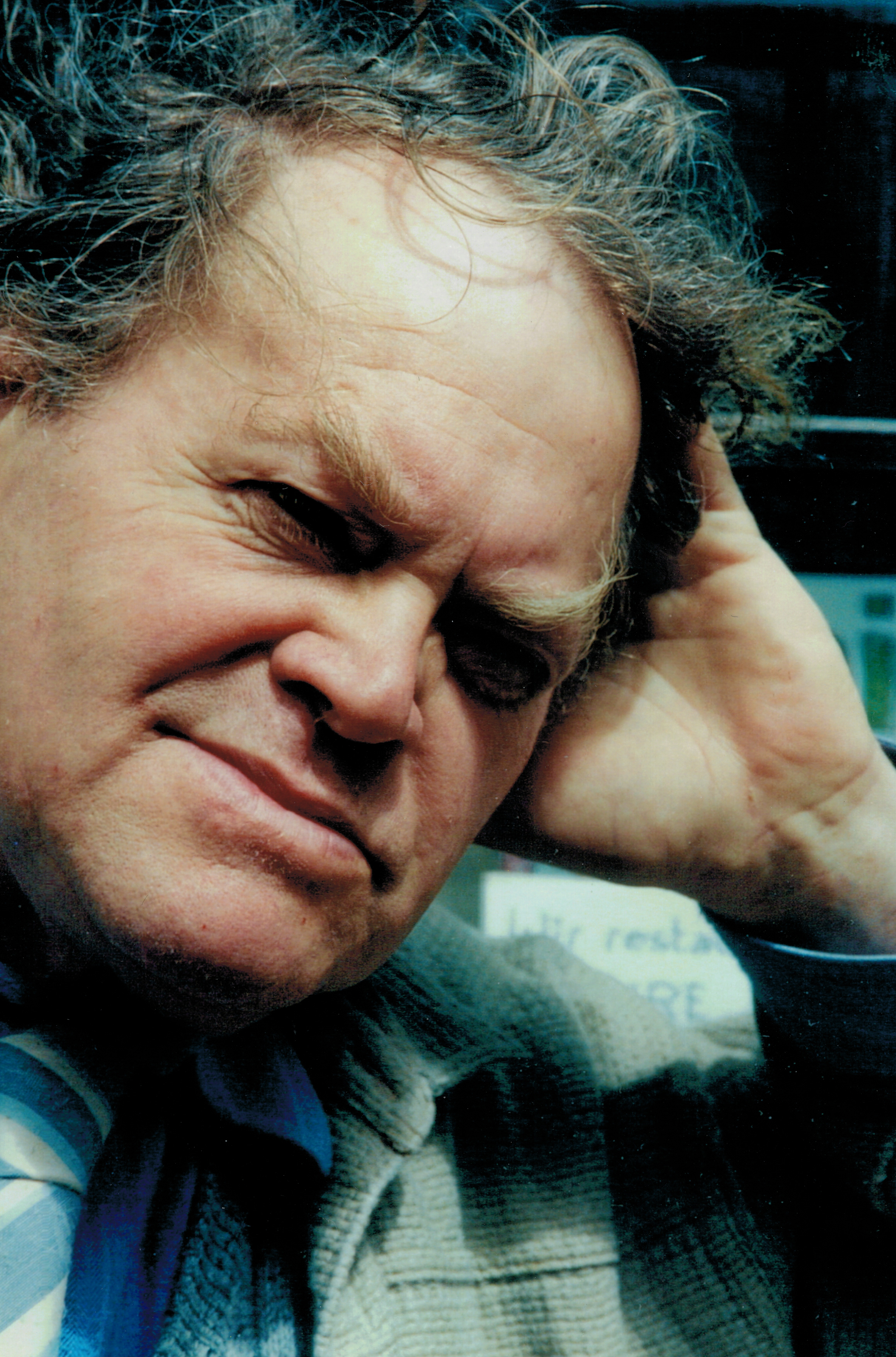
Willy Wiedmann (2001)

Wilhelm Richard Heinrich „Willy“ Wiedmann (* 14. März 1929 in Ettlingen; † 21. Juni 2013 in Bad Cannstatt, Stuttgart) war ein deutscher Maler, Bildhauer, Musiker, Komponist, Schriftsteller und Galerist.
Neben zahlreichen Kompositionen, Gedichten und Bildern kreierte er einen eigenen Malstil: die Polykonmalerei. In dieser Art setzte er auch sein Lebenswerk um, die Wiedmann-Bibel.

## Leben

### Privat
Wilhelm Richard Heinrich (Willy) Wiedmann wurde als Sohn von Richard und Klara Wiedmann geb. Weiss geboren. Er war verheiratet mit Hilda Wiedmann, geborene Wagner, und hatte drei Kinder: Richard, Cornelia und Martin. Er besaß zwei Schnauzer, die er, passend zu seiner „Galerie am Jakobsbrunnen“, Jakob und Jakobine nannte. Zusammen mit seiner Frau begleiteten sie ihn auf einigen seiner zahlreichen Auslandsreisen, zu Ausstellungen und Festivals. In Stuttgart-Bad Cannstatt wurde 2015 an der Galerie Wiedmann eine Erinnerungstafel innerhalb des Historischen Pfades angebracht.

### Ausbildung
Willy Wiedmann hatte schon in der Kindheit seine Liebe zur Kunst entdeckt. Mit vier Jahren konnte er Ziehharmonika spielen. Mit fünf lernte er Geige und Flöte. 1939 hatte er seine ersten Auftritte im Kammerorchester und im Alter von dreizehn Jahren komponierte er sein erstes Menuett an der Kirchenorgel. Später studierte er Orchesterfach und Komposition an der Staatlichen Musikhochschule in Stuttgart (1950–1958), wo er unter anderem Schüler von Johann Nepomuk David war. Ende der 60er widmete sich Wiedmann dem Studium der Malerei an der Akademie der bildenden Künste in Stuttgart (1960–1963). Zu seinen Lehrern gehörte unter anderem Prof. Heinrich Wildemann, der die Willi-Baumeister-Klasse übernommen hatte.

## Der Künstler
Wie auch schon im Studium legte sich Willy Wiedmann nicht auf eine einzige Kunstrichtung fest. Musik und Malerei waren ein gleichermaßen wichtiger Bestandteil seines künstlerischen Schaffens. Er brachte die Musik sogar mit in seine Bilder ein.

### Der Musiker und Komponist
Wiedmann schuf insgesamt 150 Opus-Werke. Außerdem arbeitete er als freier Musiker und Komponist am Württembergischen Staatstheater Stuttgart (1954–1964) und bei Rundfunksendern, wie z. B. SDR, SWF und ZDF (1964–1982). Mehr als 10 Jahre lang arbeitete Wiedmann als Jazzmusiker, um sich damit unter anderem sein Studium zu finanzieren. Er arbeitete in dieser Zeit mit weltbekannten Künstlern zusammen: von Louis Armstrong und Ella Fitzgerald über Stan Getz und Benny Goodman bis zu Lionel Hampton und Oscar Peterson. Die Musik allein reichte dem Multitalent allerdings nicht.

### Der Maler und Galerist

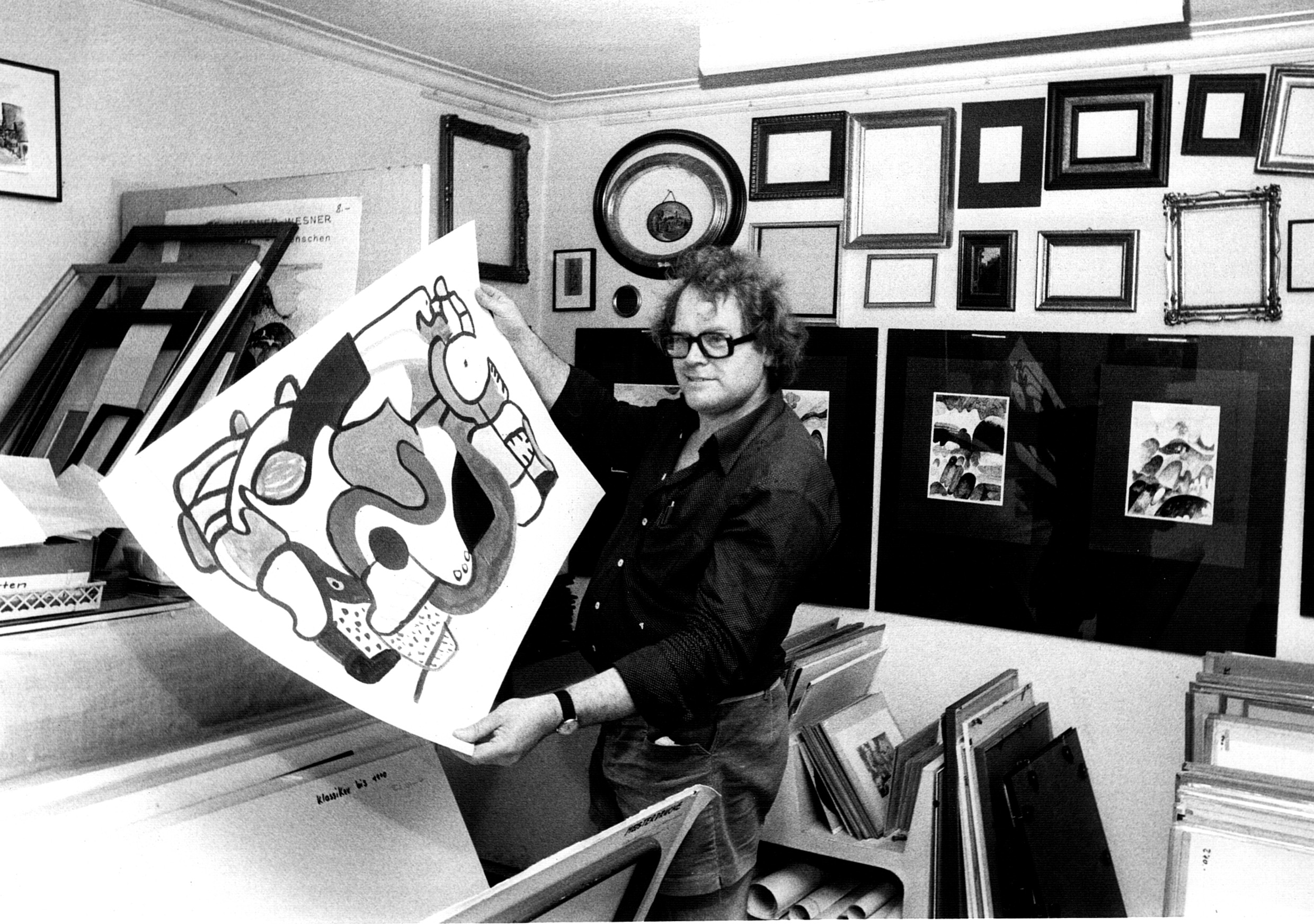

Nach seinem Studium an der Akademie der bildenden Künste in Stuttgart entwickelte Willy Wiedmann seinen eigenen Malstil, den er Polykonmalerei (Mehrtafelmalerei) nannte und 1965 zum ersten Mal ausstellte, zunächst in Stuttgart und später international.
Ein besonderes Interesse fand Wiedmann an der Kirchenmalerei, so dass er hauptsächlich als Kirchenmaler tätig war. Er gestaltete künstlerisch insgesamt drei Gotteshäuser. In den Jahren 1975–1998 führte er zahlreiche Freskenmalereien und Malereien in anderen Techniken u. a. in Italien, Österreich, Dänemark und Deutschland aus. Darunter befanden sich auch die Martinskirche in Wildberg und die Pauluskirche in Stuttgart-Zuffenhausen. 1982 fertigte Wiedmann das „Martinsfenster“ für die Martinskirche, in Zusammenarbeit mit Volker Saile und Laleh Bastian, an und zwei Jahre später übernahm er die komplette Ausmalung der Pauluskirche.

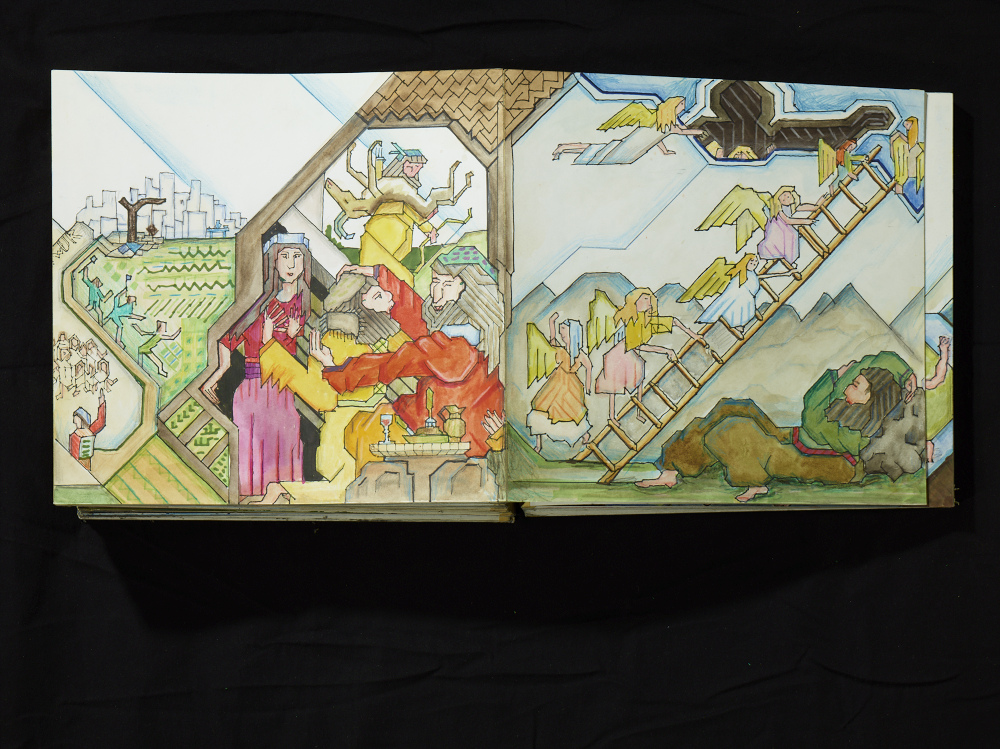
Die Wiedmann-Bibel – Polykonmalerei

Die Verbindung zwischen Kirche und Kunst war es auch, die Wiedmann auf die Idee zu seinem Lebenswerk brachte: Die Wiedmann-Bibel. Sechzehn Jahre arbeitete er daran (1984–2000). Mit ihren 3.333 Blättern, als fortlaufendes Leporello ist sie wohl die längste gemalte Bibel der Welt. Wiedmann erschuf sie im Stil seiner Polykonmalerei. Während seines Berufslebens malte er mehr als 30.000 Bilder, mit denen er besonders im Ausland sehr erfolgreich war.
Wiedmann wurde nicht nur bekannt durch die Ausstellungen seiner eigenen Kunstwerke in nationalen und internationalen Galerien, sondern auch als Unterstützer verschiedener Künstler, die er selbst ausstellte. 1964 eröffnete Wiedmann seine erste Galerie, die „Galerie am Jakobsbrunnen“ in Bad Cannstatt, die er bis 1985 leitete. Auch als Galerist arbeitete er mit großen Künstlern zusammen. Darunter befanden sich unter anderem Pablo Picasso, Georges Braque und Salvador Dalí. Dalí verhalf er zum Beispiel zu seiner Bekanntschaft in Deutschland, als die Nachfrage nach dessen Kunst hierzulande noch gering war. In seiner „Galerie am Jakobsbrunnen“ stellte Wiedmann 1966 als erster die Bilder Dalís in Stuttgart aus. Es folgten Werke der Wiener Schule und des Neoklassizismus sowie – noch zur Zeit der Apartheid – des Südafrikaners Nkoane Harry Moyaga. Wiedmann war, nach eigener Aussage, der erste Galerist in Europa, der Stücke eines Schwarzafrikaners aus Südafrika ausstellte. Insgesamt eröffnete beziehungsweise leitete Wiedmann zu Lebzeiten noch fünf weitere Galerien, darunter die Niederlassung „Pictures for Business“ New York (Mitbegründer, 1967–1977), TWS-Etagengalerie in Stuttgart (Leiter 1972–1977), das Kunsthöfle in Bad Cannstatt (Leiter 1983–1985) und den Bildhauergarten, Stuttgart (1983).

### Der Schriftsteller
Trotz seiner Arbeit als Maler, Galerist, Musiker und Komponist fand Wilhelm Wiedmann immer noch Zeit zum Schreiben. Er verfasste insgesamt sieben Bücher, fünfhundert Gedichte und mehrere Liedtexte bzw. Hörspiele. Die meisten davon veröffentlichte er allerdings unter einem seiner vielen Pseudonyme, wie zum Beispiel „Alkibiades Zickle“. Nach diesem Alias wurde auch ein Restaurant, das „Zickle“, benannt.

## Werke im öffentlichen Raum
- Künstlerische Ausgestaltung der Pauluskirche in Stuttgart-Zuffenhausen.[11] Hier sind einige Bücher der Bibel in Wiedmanns Polykonmalerei-Stil dargestellt. Die Arbeit hier gab ihm auch die Idee zu seinem Lebenswerk, der Wiedmann-Bibel.[2]

- Fertigung der Entwürfe und Glasfenster in der Martinskirche in Wildberg.[5] Ausgangspunkt der Darstellung: Begegnung Jesu mit der Sünderin im Hause Simons ((Lk 7 EU)). Das „Jerusalemfenster“, ein modernes Fenster an der Südwand des Chores aus dem Jahr 1976, stammt wie das Martinsfenster von Willy Wiedmann.[5]

- „Projekt Weinkeller“, Einkaufspark, Gemeinde Kuchen, Landkreis Göppingen in Zusammenarbeit mit Laleh Bastian.[4]

## Weitere Tätigkeiten
Wilhelm Wiedmann engagierte sich außerdem in mehreren Verbänden und Organisationen. Er war unter anderem Auktionator bei Benefizveranstaltungen, Kunstkritiker und Mitglied in verschiedenen Vereinen, wie zum Beispiel „Cultur in Cannstatt“ in Stuttgart (Mitbegründer, 1988). Als Privatlehrer unterrichtete er Prominente sowie talentierte und erfolgreiche Maler. Unter ihnen befanden sich zum Beispiel Schauspieler Walter Schultheiß oder die Künstlerinnen Laleh Bastian, Ute Hadam und Beatrix Titzschkau. Wilhelm Wiedmann war auch als Leiter von Benefizversteigerungen (darunter auch die größte Kostümversteigerung der Staatsoper Stuttgart) tätig. Außerhalb des künstlerischen Bereiches war er außerdem als Schöffe am Landgericht Stuttgart über 10 Jahre lang tätig.

## Das Werk
Willy Wiedmann hat
- 3 Breuninger Großkaufhäuser stilgerecht angelegt
- 3 Kirchen künstlerisch ausgestaltet
- 6 Galerien geleitet
- 7 Bücher verfasst als Autor und Illustrator
- 10 Benefizveranstaltungen geleitet
- 500 Gedichte geschrieben
- 150 Opuswerke komponiert
- 3.333 Seiten lange Bibelversion in Polykonmalerei („Wiedmann-Bibel“) verfasst
- 30.000 Bilder gemalt

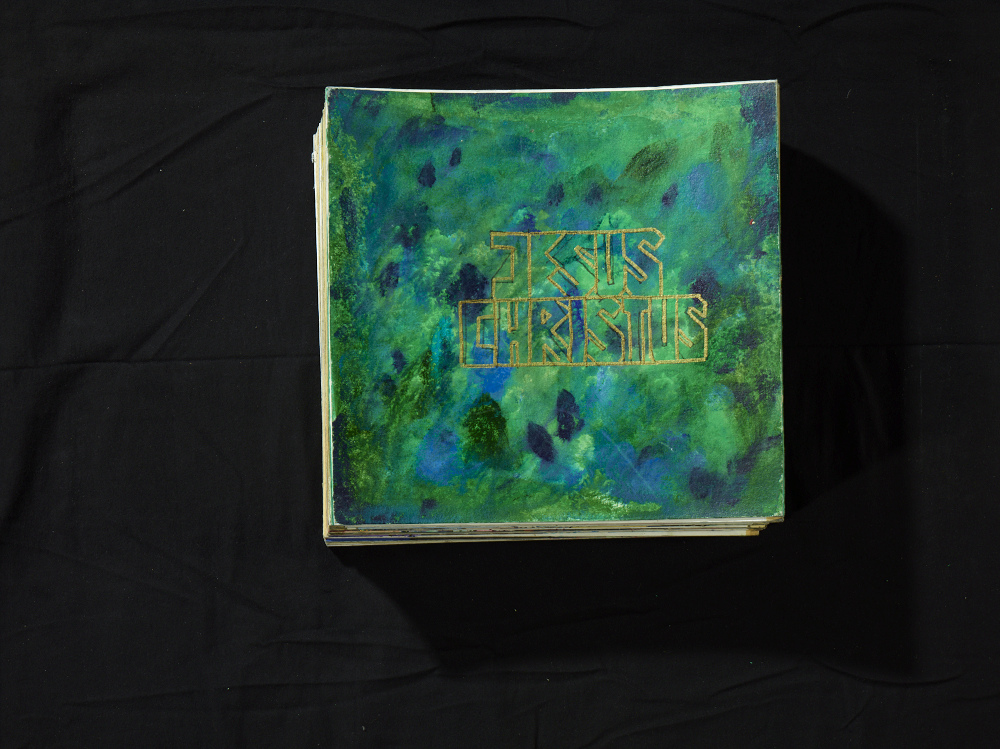
Die Wiedmann-Bibel – Polykonmalerei
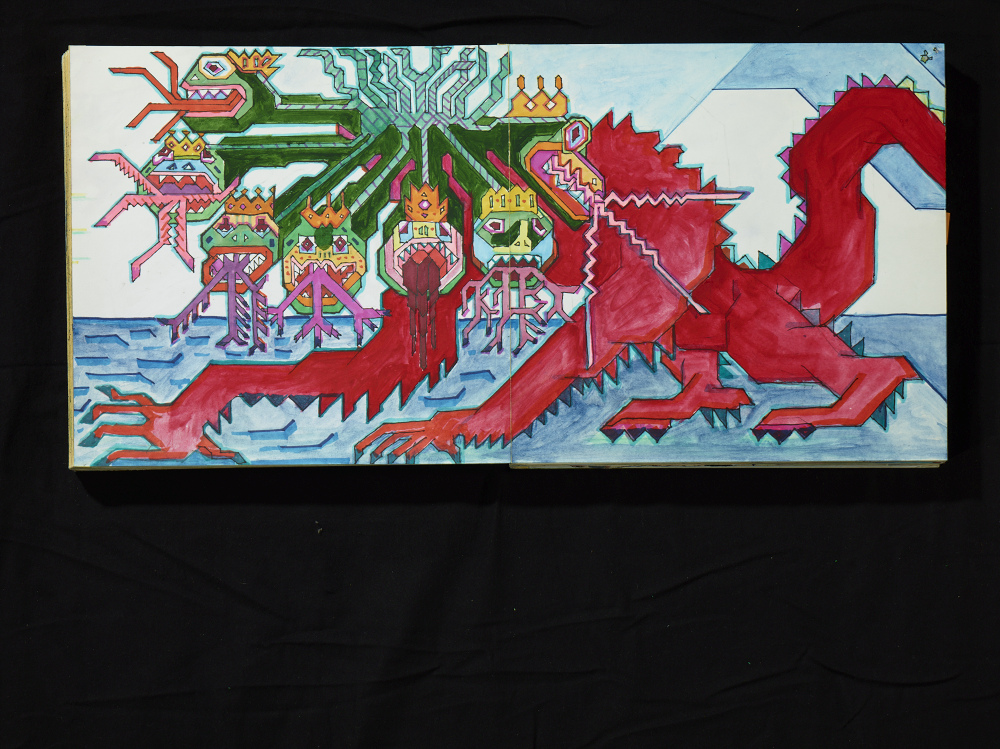
Die Wiedmann-Bibel – Polykonmalerei
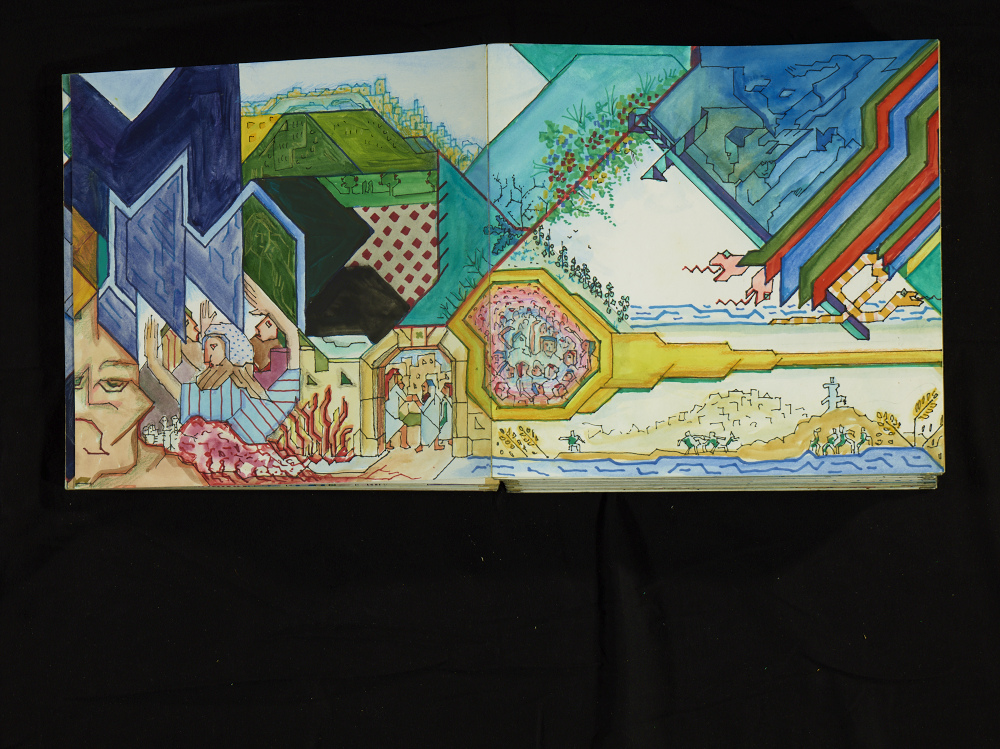
Die Wiedmann-Bibel – Polykonmalerei

## Pseudonyme
- Emilio Gräsli
- Alkibiades Zickle
- Marc Johann
- Theodor Abtsfeld
- George Yugone
- Eugen von Engelsbogen
- Allan Doe
- Ben Aal

## Ehrungen
2002 wurde Wilhelm Wiedmann mit dem Bundesverdienstkreuz am Bande für seinen Einsatz in der Kunst und Kultur ausgezeichnet.

## Ausstellungen

### 1964–1967
- 1964 Willy Wiedmann: 1. Vernissage – Gruppenausstellung – Galerie am Jakobsbrunnen, Bad Cannstatt – Stuttgart
- 1964 Willy Wiedmann: Jahresausstellung – Gruppenausstellung – Galerie am Jakobsbrunnen, Bad Cannstatt – Stuttgart
- 1965 Willy Wiedmann: „Polykonmalerei“ – Galerie am Jakobsbrunnen, Galerie am Berg, Galerie Tangente, Bad Cannstatt – Stuttgart
- 1966 Willy Wiedmann: „Wechselausstellung“ – Galerie am Jakobsbrunnen, Bad Cannstatt – Stuttgart und Forum Graz, Graz – Österreich
- 1967 Willy Wiedmann: „Polykonmalerei“ – Inter Gallery, Brüssel – Belgien

### 1970–1976
- 1970 Stuttgart Graphic Artists: Galerie Pictures for Business, 2-jährige Kunst-Tournee durch Universitäten und Bibliotheken in den USA (unter anderem Royalton College, South Royalton, Vermont und Half Hollow Hills Community Library (Gruppe))[16][17][18][19], USA
- 1970 George Yugone: „Moonart“ – Galerie am Jakobsbrunnen, Bad Cannstatt – Stuttgart
- 1971 Eugen von Engelsbogen: „Die letzten Tage der Menschen“, Grafiken – Galerie am Jakobsbrunnen, Bad Cannstatt – Stuttgart
- 1971 Eugen von Engelsbogen: „Kalenderbilder“ – Galerie am Jakobsbrunnen, Bad Cannstatt – Stuttgart
- 1974 Eugen von Engelsbogen: Farbstiftzeichnungen aus dem Zyklus „Der Tag Null“ – Galerie am Jakobsbrunnen, Bad Cannstatt – Stuttgart
- 1974 Theodor Abtsfeld: „Aquarelle und Bilder“ – Galerie am Jakobsbrunnen, Bad Cannstatt – Stuttgart
- 1975 Mark Johann: „Altes und neues Stuttgart“, Tuschezeichnungen – TWS – Etagengalerie, Stuttgart
- 1975 Eugen von Engelsbogen: „Farbstiftzeichnungen“ – Galerie am Jakobsbrunnen, Bad Cannstatt – Stuttgart
- 1975 Emilio Gräsli: „Aquarelle eines Beleidigten“ – Galerie am Jakobsbrunnen, Bad Cannstatt – Stuttgart
- 1976 Allan Doe: „Romanzen in Alu“ – Galerie am Jakobsbrunnen, Bad Cannstatt – Stuttgart
- 1976 Emilio Gräsli: „Aquarelle“ – Galerie am Jakobsbrunnen, Bad Cannstatt – Stuttgart

### 1980–1989
- 1980 Emilio Gräsli: „Der Herr hat gesagt“, Aquarelle – Galerie am Jakobsbrunnen, Bad Cannstatt – Stuttgart
- 1980 Theodor Abtsfeld: „Gouachen“ – Galerie am Jakobsbrunnen, Bad Cannstatt – Stuttgart
- 1982 Emilio Gräsli: „Liberté“, Aquarelle – Galerie Grand Rue 11, Fribourg – Schweiz
- 1983 Allan Doe: „Sateliten“ – Galerie am Jakobsbrunnen, Bad Cannstatt – Stuttgart
- 1983 Eugen von Engelsbogen: „Mord überall“, Folterszenen – Galerie am Jakobsbrunnen, Bad Cannstatt – Stuttgart
- 1983 Emilio Gräsli: „Aquarelle“ – Galerie am Jakobsbrunnen, Bad Cannstatt – Stuttgart
- 1984 Willy Wiedmann: „Polykon Stelen“ – Bildhauergarten, Bad Cannstatt – Stuttgart
- 1985 Emilio Gräsli: „Aquarelle“ – Galerie am Jakobsbrunnen, Bad Cannstatt – Stuttgart
- 1985 Emilio Gräsli: „Mein Herr, Sie haben etwas verloren“, Aquarelle – Galerie am Jakobsbrunnen, Bad Cannstatt – Stuttgart
- 1985 Allan Doe: „Technik im Weltraum“ – Galerie am Jakobsbrunnen, Bad Cannstatt – Stuttgart
- 1986 Willy Wiedmann: „Köpfe“ – Galerie Kunsthöfle, Bad Cannstatt – Stuttgart
- 1986 Willy Wiedmann: „Vita-Polykone“ – Galerie am Jakobsbrunnen, Bad Cannstatt – Stuttgart
- 1986 Willy Wiedmann: „Balken-Polykone“ – Bildhauergarten, Bad Cannstatt – Stuttgart
- 1986 Theodor Abtsfeld: „Landschaften“ – Galerie am Jakobsbrunnen, Bad Cannstatt – Stuttgart
- 1987 Emilio Gräsli: „Kopf der Köpfe“ – Galerie am Jakobsbrunnen, Bad Cannstatt – Stuttgart
- 1988 Willy Wiedmann: „Polykonwerke zu Kompositionen von Dietrich Buxtehude“ – Galerie am Kunsthöfle, Bad Cannstatt – Stuttgart
- 1989 Emilio Gräsli: „Aquarelle einer Reise“ – Galerie am Jakobsbrunnen, Bad Cannstatt – Stuttgart
- 1989 Willy Wiedmann: „Polykonkompositionen“ – Bildhauergarten, Bad Cannstatt – Stuttgart

### 1992–1999
- 1992 Emilio Gräsli: „Heilige Pflastersteine“, Aquarelle – Club Transatlântico via Galeria de Arte Karin Kupfer, São Paulo – Brasilien
- 1992 Willy Wiedmann: „Mozart im Quadrat“ – Galerie am Jakobsbrunnen, Bad Cannstatt – Stuttgart
- 1992 Emilio Gräsli: „Spinnlein, Spinnlein auf der Haut“, Aquarelle – Galerie am Jakobsbrunnen, Bad Cannstatt – Stuttgart
- 1998 Willy Wiedmann: „Occasion Musical“ – Galerie am Kunsthöfle, Bad Cannstatt – Stuttgart
- 1999 Willy Wiedmann: „Expolykone“ – Cannstatter Volksbank, Bad Cannstatt – Stuttgart

### 2005–2007
- 2005 Willy Wiedmann: „Space Views“ – Carl-Zeiss-Planetarium und Foyer des Amtsgerichts Stuttgart, Stuttgart
- 2006 Allan Doe: „Collagen und Zeichnungen“ – Galerie am Jakobsbrunnen, Bad Cannstatt – Stuttgart
- 2007 Willy Wiedmann: „Humanity“ – Galerie am Kunsthöfle, Bad Cannstatt – Stuttgart

### 2016–2018 (posthum)
- 2016–2017 Willy Wiedmann: „Sonderausstellung – Die Wiedmann-Bibel und das Leben Willy Wiedmanns“ (27. November bis 5. Februar) – Weygang-Museum, Öhringen[20][21]
- 2017–2018 Willy Wiedmann: „The Wiedmann Bible Exhibition“, eine Ausstellung über das Leben und Lebenswerk Willy Wiedmanns (27. Oktober bis 28. April) – Museum of the Bible, Washington, D.C. – USA[22][23]

## Literarische Werke
- Alkibiades Zickle, Emilio Graesli: Der Rittergarten. Die Gedichte des hochwohlgeborenen und weithin gepriesen und bekannten Melanchthon vom Knitterthal. 1981.
- Alkibiades Zickle, Emilio Gräsli: Wenn’s donnert und blitzt: Feierobendgedichte und sonschtiges. O. P. Veit, Stuttgart 1982.
- Cannstatter G’schnatter. Gedichte von Alkibiades Zickle. Zeichnungen von Marc Johann. Galerie am Jakobsbrunnen; Stuttgart-Bad Cannstatt 1982.
- Alkibiades Zickle: Stuttgarter Hufschlag. Altes und neues Stuttgart. Gedichte, Illustrationen: Marc Johann. Galerie am Jakobsbrunnen, Stuttgart-Bad Cannstatt 1982.
- Willy Wiedmann: 1964–1989 25 Jahre Galerie am Jakobsbrunnen, Stuttgart-Bad Cannstatt 1989.
- Willy Wiedmann: 50 Jahre Kunsthöfle Bad Cannstatt, hrsg. von Galerie Kunsthöfle, Bad Cannstatt, Redaktion: Willy Wiedmann, Stuttgart-Bad Cannstatt 1986.